# Левзея
Левзея (Leuzea carthamoides, Rhaponticum carthamoides) е рядко ендемично растение. То вирее само при висока надморска височина и специални условия в някои високопланински райони на Сибир (Алтай), Средна Азия, Монголия и Китай на височина до 3000 м, на границата на топене на ледниците.

## Обща информация
Левзеята е многогодишно тревисто растение от семейство Compositae. Историческата възраст на рода Leuzea Rhaponticum е около 3 – 5 милиона години.
Коренищата ѝ са разклонени дървовидни и са дебели от 0,6 до 2,5 см в диаметър. Разположени са хоризонтално с кафяв до тъмнокафяв цвят и имат специфичен аромат. Стъблото не се разклонява и достига височина от 80 до 150 см. Съцветието е почти кръгла кошничка – широко 3 – 6 см и разположено единично на върха на стъблото. Цветната кошничка се състои от многобройни ланцетни листенца. Те са разположени едно върху друго във вид на стреха. Окраската на цветовете е светлолилава. Тичинките са 5 на брой, а плодът е кафяв с елипсовидно-клиновидна форма. Семената са дълги около 5 – 7 мм и са снабдени с крилца. Теглото на 1000 семена е 12 – 19 гр.
Левзея и препарати от левзея се използват като средство за възбуждане и стимулиране на централната нервна система, за повишаване на умствената способност, за енергията и за подобряване на физическите постижения при спортисти. 

## Свойства и действие
В древната източна медицина, растението левзея е познато под названието Лоу Лу и Лоу Као. Употребява се в китайската, тибетската и монголската медицина, заради стимулиращото си действие.
През дългия си период на еволюция и екстремалните условия на високопланинската среда, растението придобива форма на метаболизъм. При нея се синтезират фито-екдизони или екдистерон. Екдистеронът е фито-стероидно съединение. То има способността да повишава имунитета на човешкия организъм и да хармонизира работата на хормоналната, сьрдечно-съдовата, нервната и храносмилателна система  Екдистероните, съдържащи се в корените и плодовете на растението имат анаболен ефект и помогнат в борбата със стреса.
Тонизира целия организъм и се препоръчва при пролетна умора, общо изтощение и полова слабост, тъй като подобрява функцията на половата система. Притежава свойството да засилва метаболитните процеси, действа на умствената дейност и на процесите, свързани с кръвообращението, и интензитета на изгаряне на натрупаните мазнини. 
Билката действа и на принципа на антихистамин, блокирайки производството на този хормон (хистамин), причинител на алергиите.

## Прием на Левзея
Левзея може да се приема по няколко начина – като чай, капки (тинктура) или външно за мазане (етерично масло).
Смята се, че 40 мг/ден чист (95 – 100%) екстракт от екдистерон (20-hydroxyecdysone) са достатъчни, за да се прояви фармакологичният ефект без риск от интоксикация. 